# 山精

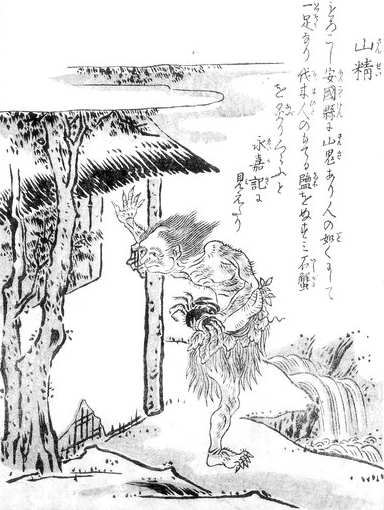
鳥山石燕『今昔画図続百鬼』より「山精」

山精（さんせい）は、中国河北省に伝わる妖怪。山鬼（さんき）とも。
日本の江戸時代の百科事典『和漢三才図会』には、中国の文献が引用した解説が載っている。それによると、安国県（現在の中国の安国市）に山精はおり、身長は1尺（『永嘉記』）または3～4尺（『玄中記』）、1本だけ生えている足はかかとの向きが前後逆についており（『抱朴子』、画像も参照）、山で働く人々から塩を盗んだり、カニやカエルをよく食べたりする。夜に現れて人を犯すが、「魃」（ばつ）の名を呼ぶと彼らは人を犯すことが出来なくなるという。また人の方が山精を犯すと、その人は病気になったり、家が火事に遭ったりするという。また、『和漢三才図会』では「山精」という字には「片足のやまおに」という訓がつけられている。

## 日本における山精
日本の鳥山石燕の妖怪画集『今昔画図続百鬼』では、カニを手に持ちながら山小屋をのぞく姿で描かれている。解説文では「もろこし安国県に山鬼（さんき）あり」と『和漢三才図会』に見られる解説文を引用し、「塩を盗む」、「カニを食べる」などの特徴を記している。
昭和・平成以後の妖怪に関する文献では、上記の『今昔画図続百鬼』に山精が描かれていることを受け、「中国の妖怪」では無く「日本の妖怪」として山精を紹介しているものもある。塩を欲しがって山小屋に現われる、山の動物を支配しているなどの特徴が解説されている。